# Михаило Јакшић
Михаило (Димитрија) Јакшић (Добри До, 1890 — Добри До, 1920) био је српски војник. Носилац је Карађорђеве звезде са мачевима.

## Биографија
Рођен је 1890. године у Добром Долу, срез косанички у породици досељеника из Црне Горе. Златним војничким орденом КЗм одликован је као артиљерац моравског артиљеријског пука за храбро држање у биткама на Церу и Колубари 1914. године. У тим борбама је био и рањен, тако да се 1915. године, приликом повлачења српске војске затекао у свом селу на боловању и није се повукао преко Албаније. У Топличком устанку је био четовођа, а после угушења устанка био је у бугарском ропству одакле је са неколико својих другова побегао и дошао у своје село.
Погинуо је 1920. године када је налетео на заседу албанских одметника близу Доброг Дола.